# Tuschino (Kaliningrad)
Tuschino (russisch Тушино, deutsch Nettschunen, 1938 bis 1945 Dammfelde, auch: Lobellen, sowie: Dirwonuppen, 1935 bis 1945 Ackerbach, litauisch Nečiūnai, auch: Luobeliai sowie: Dirwonupiai) ist der gemeinsame Name dreier ursprünglich eigenständiger Ortschaften in der russischen Oblast Kaliningrad. Tuschino gehört zur kommunalen Selbstverwaltungseinheit Stadtkreis Neman im Rajon Neman.
Besiedelt ist fast nur noch das ehemalige Lobellen. Im ehemaligen Nettschunen/Dammfelde sind kaum noch Häuser vorhanden. Die Ortsstelle Dirwonuppen/Ackerbach ist verlassen.

## Geographische Lage
Tuschino liegt an der Regionalstraße 27A-025 (ex R508) zwölf Kilometer südöstlich der Rajonstadt Neman (Ragnit). Ein Bahnanschluss besteht nicht.

## Geschichte

### Nettschunen (Dammfelde)
54° 59′ 27″ N, 22° 10′ 14″ O
Nettschunen, zunächst mit Neszunen bezeichnet, war im 18. Jahrhundert ein königliches Bauerndorf. 1874 wurde die Landgemeinde Nettschunen dem neu gebildeten Amtsbezirk Titschken im Kreis Ragnit zugeordnet. 1930 gelangte die Gemeinde in den Amtsbezirk Raudszen. 1938 wurde Nettschunen in Dammfelde umbenannt.
In Folge des Zweiten Weltkriegs kam der Ort mit dem nördlichen Ostpreußen zur Sowjetunion.

#### Einwohnerentwicklung
| Jahr | Einwohner |
| ---- | --------- |
| 1867 | 354       |
| 1871 | 338       |
| 1885 | 304       |
| 1905 | 250       |
| 1910 | 212       |
| 1933 | 262       |
| 1939 | 249       |

### Lobellen / Russino
Lobellen war spätestens seit dem 18. Jahrhundert ein Vorwerk des Remonteamts Neuhof-Ragnit, zu dem auch eine Wassermühle und eine Schäferei gehörten. Seit etwa 1880 bildete Lobellen einen eigenständigen Gutsbezirk, der zum Amtsbezirk Raudszen gehörte. Dazu gehörten auch die beiden an der Memel gelegenen Vorwerke Bambe und Nemonje (55° 3′ 26″ N, 22° 13′ 56″ O, nicht mehr vorhanden, die Ortsstelle befindet sich heute im Rajon Krasnosnamensk), die auf den dortigen Wiesen Heu für die Pferdezucht produzierten. Ab 1922 wurde der Gutsbezirk von der Ostpreußischen Landgesellschaft aufgesiedelt und 1924 in eine Landgemeinde umgewandelt. Siedler waren vor allem Arbeiter des Gutes und der Schäferei. Es entstanden 24 Hofstellen.
Der Ort wurde im Jahr 1945 in Folge des Zweiten Weltkrieges der Sowjetunion zugeordnet. Im Jahr 1950 erhielt Lobellen den russischen Namen Russino und wurde dem Dorfsowjet Bolschesselski im Rajon Sowetsk zugeordnet.

#### Einwohnerentwicklung
| Jahr | Einwohner | Bemerkungen                                   |
| ---- | --------- | --------------------------------------------- |
| 1871 | 132       | Als Teil des Remontedepots Neuhof-Ragnit      |
| 1885 | 164       | Davon in den Vorwerken Bambe 17 und Nemonje 8 |
| 1905 | 174       | Davon in den Vorwerken Bambe 20 und Nemonje 8 |
| 1910 | 163       |                                               |
| 1933 | 189       |                                               |
| 1939 | 194       |                                               |

### Dirwonuppen (Ackerbach) / Kostromskoje
54° 58′ 7″ N, 22° 10′ 19″ O
Dirwonuppen, das auch mit Schudicken bezeichnet wurde, war wie Nettschunen im 18. Jahrhundert ein königliches Bauerndorf, das vier große Wirtschaften umfasste. Seit 1874 gehörte die Landgemeinde Dirwonuppen zum Amtsbezirk Titschken. 1938 wurde Dirwonuppen in Ackerbach umbenannt.
Der Ort kam 1945 zur Sowjetunion. Im Jahr 1950 erhielt er den russischen Namen Kostromskoje und wurde dem Dorfsowjet Bolschesselski im Rajon Sowetsk zugeordnet.

#### Einwohnerentwicklung
| Jahr | Einwohner |
| ---- | --------- |
| 1867 | 105       |
| 1871 | 103       |
| 1885 | 77        |
| 1905 | 95        |
| 1910 | 104       |
| 1933 | 88        |
| 1939 | 90        |

### Tuschino
Im Jahr 1947 erhielt Nettschunen resp. Dammfelde die russische Bezeichnung Tuschino und wurde gleichzeitig in den Dorfsowjet Bolschesselski selski Sowet im Rajon Sowetsk eingeordnet. Vor 1975 wurden die beiden Orte Kostromskoje (s. o.) und Russino (s. o.) an Tuschino angeschlossen. Von 2008 bis 2016 gehörte Tuschino zur städtischen Gemeinde Nemanskoje gorodskoje posselenije und seither zum Stadtkreis Neman.

#### Einwohnerentwicklung
| Jahr | Einwohner |
| ---- | --------- |
| 1984 | ~ 120     |
| 2002 | 82        |
| 2010 | 82        |

## Kirche
Wie in fast allen nordostpreußischen Städten und Dörfern war die Bevölkerung vor 1945 auch in Nettschunen (Dammfelde), Lobellen und Dirwonuppen (Ackerbach) fast ausnahmslos evangelischer Konfession. Hatten die Orte noch bis 1897 zur Kirche in Ragnit gehört, so waren sie dann in das neu gegründete Kirchspiel der Kirche Groß Lenkeningken (von 1938 bis 1946 hieß der Ort: Großlenkenau, heute russisch: Lesnoje) eingepfarrt. Sie war Teil der Diözese Ragnit im Kirchenkreis Tilsit-Ragnit innerhalb der Kirchenprovinz Ostpreußen der Kirche der Altpreußischen Union. Heute liegt Tuschino im weitflächigen Einzugsbereich der neu entstandenen evangelisch-lutherischen Gemeinde in Sabrodino (Lesgewangminnen, 1938 bis 1946 Lesgewangen), die zur Propstei Kaliningrad (Königsberg) der Evangelisch-lutherischen Kirche Europäisches Russland gehört.

## Schule
In Nettschunen/Dammfelde gab es zunächst eine einklassige, dann eine zweiklassige Schule, die auch für die Orte Lobellen, Dirwonuppen/Ackerbach und Jucknaten/Fuchshöhe zuständig war.